# Vernon De Marco
Vernon De Marco (* 18. November 1992 in Cordoba, Argentinien) ist ein slowakisch-argentinischer Fußballspieler.

## Karriere

### Verein
In seiner Jugend spielte Kadák in Spanien, wo er im Sommer 2011 von der U19 des CD San Francisco zu CE Constància wechselte. Im Sommer 2012 ging er dann in die Slowakei, wo er sich dem MFK Zemplín Michalovce anschloss. Nach mehreren Jahren mit der Mannschaft in der zweiten Liga stieg er mit dieser zur Spielzeit 2015/16 ins Oberhaus auf und wurde im September 2016 bis zum Jahresende an Slovan Bratislava verliehen. Nach ersten Einsätzen in der zweiten Saisonhälfte fiel er Anfang April 2017 wegen einer Sprunggelenksverletzung bis zum Ende der laufenden Spielzeit aus. Anschließend wechselte er fest zu Slovan Bratislava. 
Zur Spielzeit 2017/18 wurde De Marco an Lech Posen in Polen verlieren. Zur Spielrunde 2019/20 kehrte er zu Slovan zurück und gewann vier Mal die Meisterschaft und zwei Mal den Pokal. Nach 173 Einsätzen und 15 Toren wettbewerbsübergreifend verließ er Bratislava und schloss sich zur Saison 2023/24 in den VAE dem Hatta Club an. Dort hat er die Rolle des Kapitäns inne, stieg mit dem Klub nach seiner ersten Saison aber ab.

### Nationalmannschaft
Für die slowakische A-Nationalmannschaft wurde er erstmals während der WM-Qualifikation für das Turnier im Jahr 2022 nominiert. Hier hatte er  am 14. November 2021 sein Länderspieldebüt, als er bei einem 6:0-Sieg über Malta in der 70. Minute für Dávid Hancko eingewechselt wurde. In der 72. Minute erzielte er mit dem zwischenzeitlichen 5:0 sein erstes Länderspieltor. Nach einem Freundschaftsspieleinsatz kamen in der Nations League 2022/23 noch drei Einsätze dazu. Auch während der Qualifikation für die Europameisterschaft 2024 kam er ein Mal kurz zum Einsatz. Nach der erfolgreichen Qualifikation für die Endrunde wurde er zur Vorbereitung zu dieser für den vorläufigen Kader nominiert, kam infolgedessen auch in zwei Freundschaftsspielen zum Einsatz und schaffte den Sprung in den Turnierkader.